# 斯洛比德卡-扎利謝齊卡
48°50′17″N 26°43′38″E / 48.83806°N 26.72722°E
斯洛比德卡-扎利謝齊卡（烏克蘭語：Слобідка-Залісецька），是烏克蘭西部的村莊，隸屬赫梅利尼茨基州的卡緬涅茨-波多利斯基區。該村面積0.42平方公里，2001年人口121，人口密度每平方公里286.1人。